# Bouizakarne
Bouizakarne (en àrab بو يزكارن, Bū Yizakārn, en amazic ⴱⵓⵢⵣⴰⴽⴰⵔⵏ) és un municipi de la província de Guelmim, a la regió de Guelmim-Oued Noun, al Marroc. Segons el cens de 2014 tenia una població total de 14.228 persones El nom prové de l'amazic i significa ‘ciutat o lloc de cordes'. Està situada al sud del Marroc, al peu de la cadena de l'Anti-Atles, envoltat de muntanyes com Akenbouch.